# Kolej piliońska
Kolej piliońska (gr. Τρενάκι Πηλίου, potocznie gr. Μουντζούρης, Moutzouris, pol. Brudasek) – wąskotorowa, jednotorowa publiczna linia kolejowa o rozstawie szyn 600 mm, znajdująca się w Grecji (Tesalia-Grecja Środkowa) łącząca pierwotnie miasto Wolos (styk z linią normalnotorową do Larisy) ze wsią Milies.

## Historia

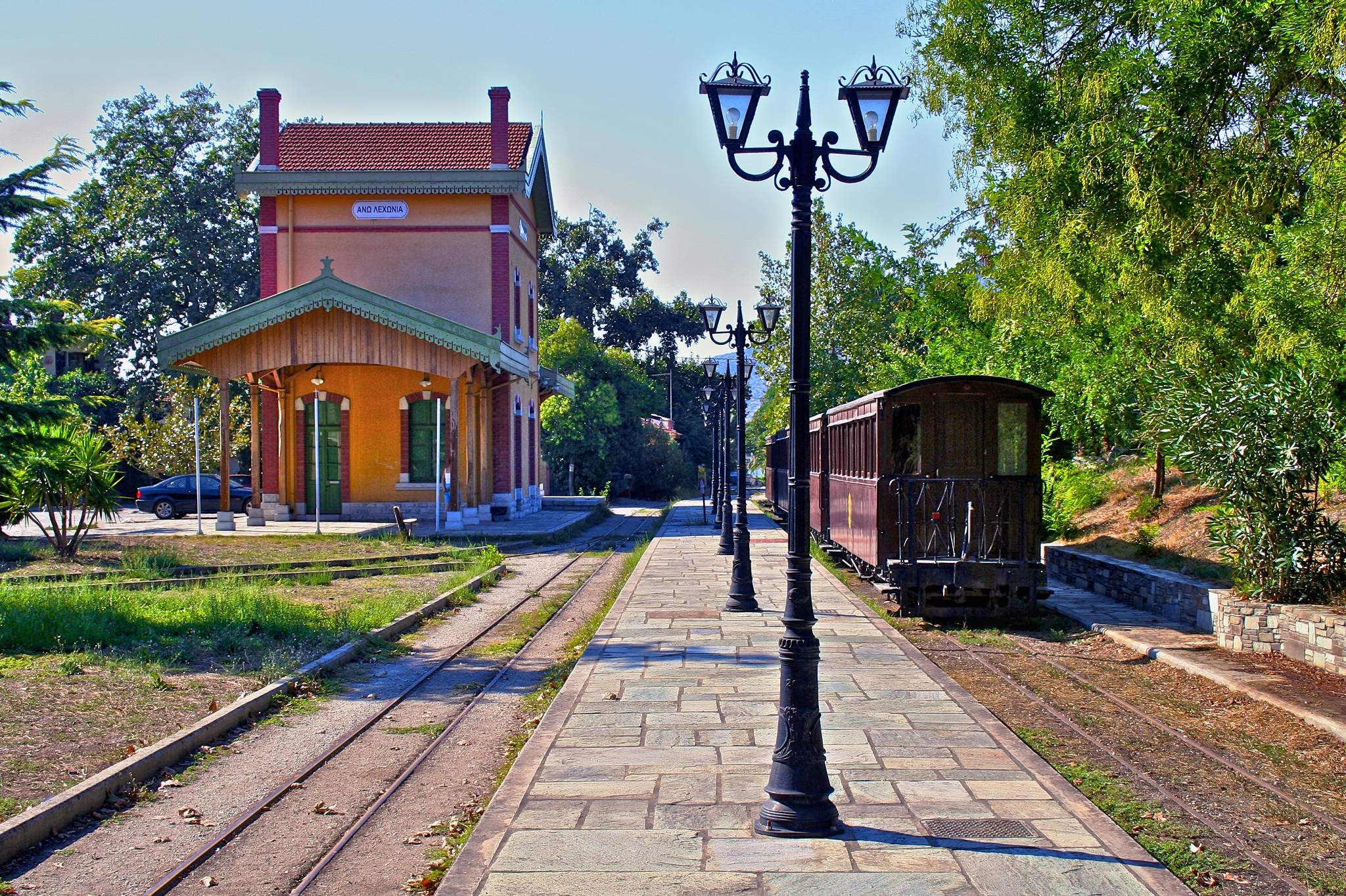
Na stacji w Ano Lechonia

Autorem projektu linii, która otworzyła ten rejon Grecji na świat, był włoski inżynier Evaristo de Chirico, pochodzący z Sycylii, który zaprojektował wszystkie szczegóły trasy, wraz z architekturą, układami torowymi i tunelami. Kolei tej przyglądał się w latach dziecięcych jego syn urodzony w Wolosie, późniejszy malarz surrealistyczny, Giorgio de Chirico, który w swojej wczesnej twórczości umieszczał liczne motywy kolejowe. Pierwszy etap budowy realizowano w latach 1894-1895 lub 1892-1896, łącząc Wolos z wsią Ano Lechonia. W drugim etapie (do 1903) linia została przedłużona do stacji końcowej w Milies. Cała trasa liczyła 29 kilometrów, a jej konstrukcja dobrze harmonizowała z krajobrazem, w którym funkcjonowała. Na trasie wzniesiono sześć mostów i wiaduktów, z których pięć jest kamiennych, a jeden stalowy, położony w łuku nad jarem Taxiarhis, znany również jako „Most De Chirico”. Szczególną wartość architektoniczną ma pięcioprzęsłowy kamienny most Kalorema.
Do 1955 sieć zarządzana była przez Kolej Tesalską (gr. Σιδηρόδρομοι Θεσσαλίας), a potem została przejęta przez Greckie Koleje Państwowe (gr. Ελληνικοί Σιδηρόδρομοι). W 1971 przeszła do Organizacji Dróg Żelaznych Grecji (gr. Οργανισμός Σιδηροδρόμων Ελλάδος) i z tą datą wstrzymano na niej przewozy pasażerskie i towarowe motywując to względami oszczędnościowymi i konkurencją indywidualnego transportu samochodowego.
Ponowne uruchomienie ruchu nastąpiło w 1997. Od tej daty kolej funkcjonowała już jako turystyczna tylko na odcinku Milies – Ano Lechonia (15 km) z przystankiem pośrednim m.in. w Ano Gatzea. Pociągi ciągnięte są z maksymalną prędkością 20 km/h głównie lokomotywami spalinowymi i sporadycznie parowozem produkcji belgijskiej. Trasa posiada wybitne walory krajobrazowe, przebiegając wzdłuż stromych zboczy górskich, dolinami i tunelami. Podróżni mogą oglądać panoramy m.in. Zatoki Pagasyjskiej. Tereny przy linii porośnięte są sosnami, oliwkami i platanami. Przejazd trwa 90 minut (z przystankiem na posiłek w Ano Gatzea - półtorej godziny). W Milies funkcjonują liczne hotele i pensjonaty turystyczne. Kolej funkcjonuje w okresie letnim.